# Наумовское (Рыбинский район)
 Нау́мовское  — деревня Волжского сельского округа Волжского сельского поселения Рыбинского района Ярославской области .
Деревня расположена непосредственно на автомобильной дороге Р151 Рыбинск—Тутаев, это последняя в сторону Тутаева деревня Волжского сельского поселения на этой дороге. Далее от Рыбинска следует посёлок Октябрьский, центр Октябрьского сельского поселения. На небольшом расстоянии от Наумовского в сторону Рыбинска, за небольшим ручьём лежит посёлок Ермаково, центр Волжского сельского поселения. Наумовское стоит на левом берегу речки Яковки и является первым населённым пунктом на этой реке. Ниже Наумовского на Яковске стоят деревни Котовка, Левино-Волжское и Степановское . Деревня связана регулярными автобусными рейсами с Рыбинском, Тутаевом и Ярославлем. Её жители имеют возможность работать на современных животноводческих комплексах в Ермаково или Октябрьском, однако жителей в деревне не много, так как в этих посёлках построено жильё с городскими удобствами, куда в 70-80-е годы XX века переехали многие жители.
На 1 января 2007 года в деревне числилось 16 постоянных жителей . Деревня обслуживается почтовым отделением Ермаково-1, по почтовым данным в деревне 14 домов .